# Lethades cingulator
Lethades cingulator là một loài tò vò trong họ Ichneumonidae.